# Közönséges szemeslepke
A közönséges szemeslepke (Arethusana arethusa) európai és nyugat-ázsiai elterjedésű, a tarkalepkefélék családjához tartozó lepkefaj.

## Megjelenése
A közönséges szemeslepke szárnyfesztávolsága 43–48 mm. A szárnyak felső oldalának alapszíne sötétbarna, szélükön foltokra bontott széles narancsbarna vagy vörösbarna, a szárnyszegéllyel párhuzamos sáv húzódik végig. A foltok néha elmosódottak lehetnek, a hátsó szárnyakon esetleg csak néhány sárga pikkely mutatja a sáv helyét. Az elülső szárny csúcsán, a narancsszín sávban fekete szemfolt látható; a nőstényeknél a szárny közepe táján is megfigyelhető egy apró fekete folt. Egyes példányoknál a hátsó szárny utolsó narancsszín foltjában is látszik egy kis fekete szem. Az elülső szárny fonákja vörösessárga, felül és kívül szürkésbarnán márványozott szegéllyel. A szemek a szárnyfonákon még feltűnőbbek, középen kis fehér pupilla is látszik. Hátsó szárnyainak fonákja száraz levelet utánzóan mintázott szürkésbarna, közepén elmosódó szegélyű fehéres sávval.
Hernyója sárgásbarna, háta feketén-fehéren-vörösessárgán csíkozott (csak egy vékony fekete sáv húzódik a háta középvonalában), oldalcsíkja sárga.

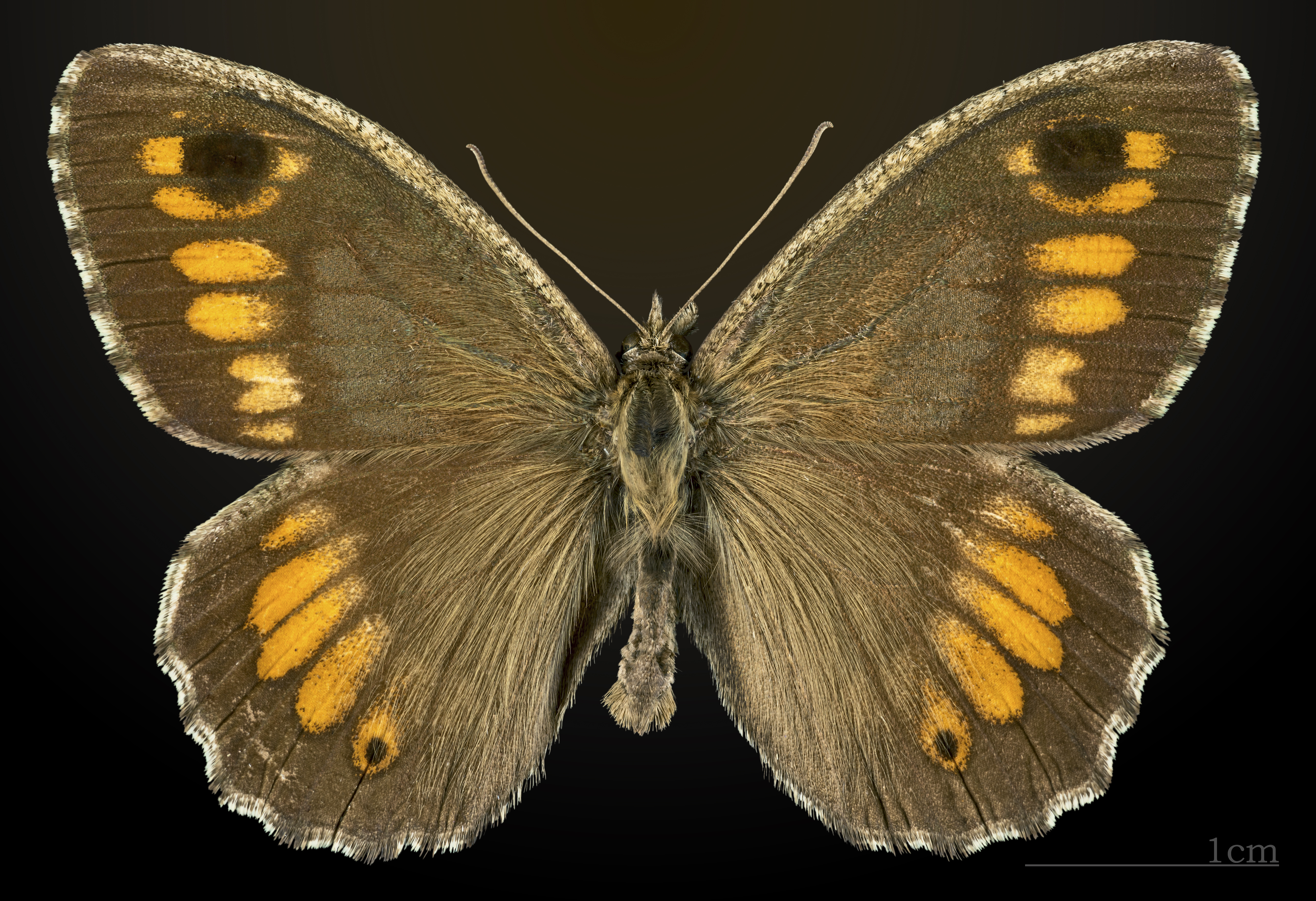
♂
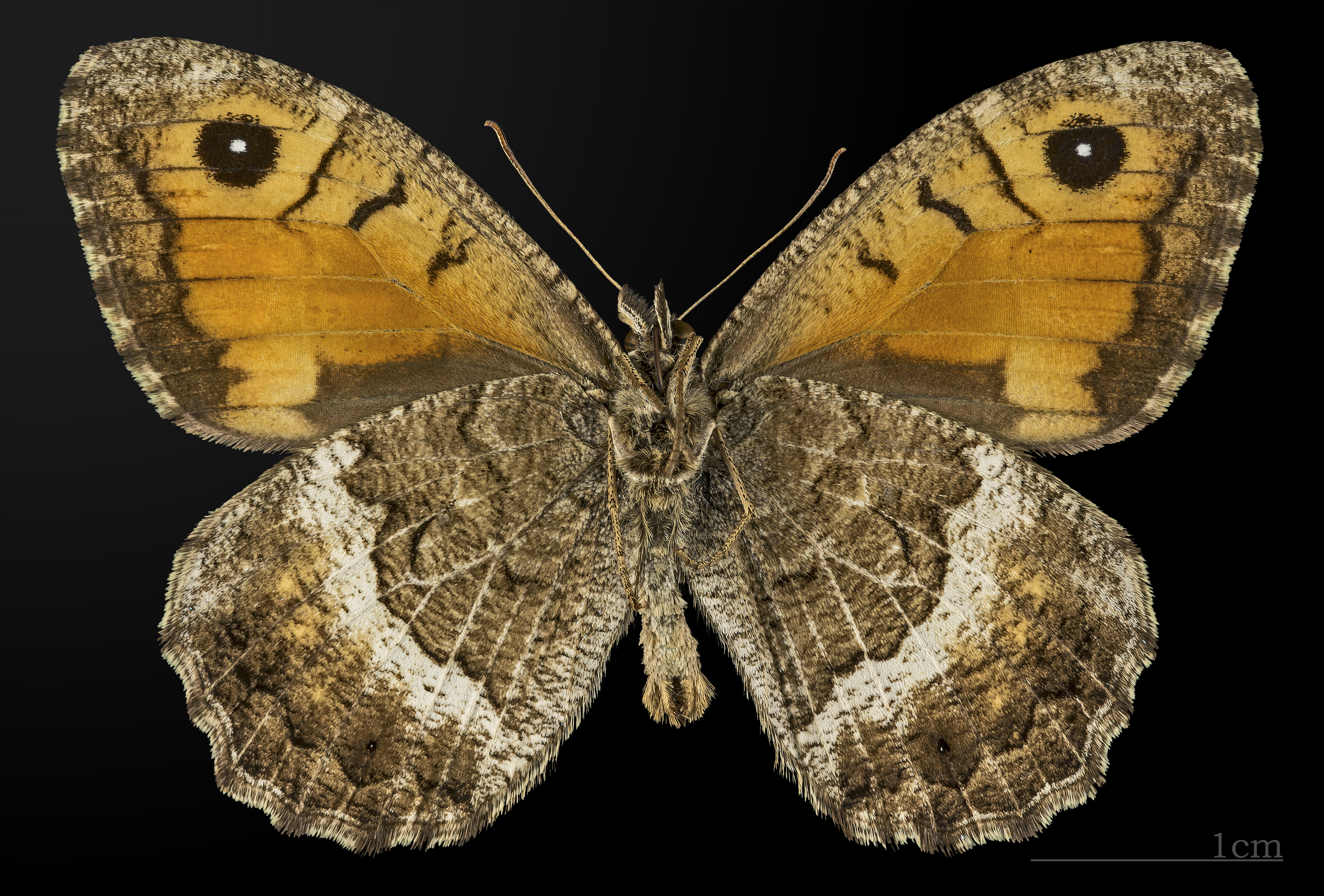
♂ △

## Alfajai
A faj típushelye Bécs.

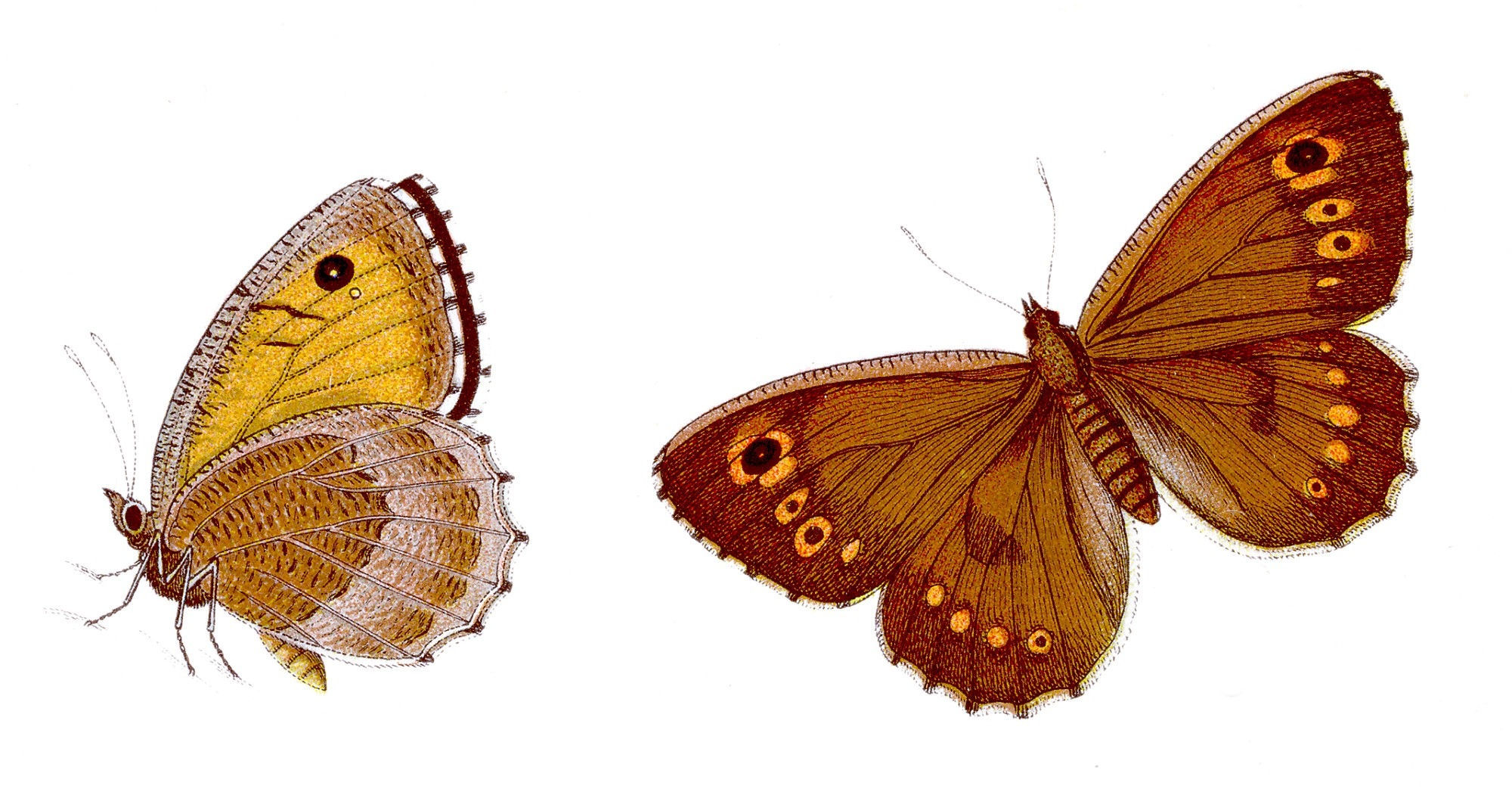
19. századi ábrázolása

- A. arethusa aksouli (Wyatt, 1952) – Marokkó
- A arethusa boabdil (Rambur, 1895) – Dél-Spanyolország: Andalúzia, Granada
- A. arethusa dentata (Staudinger, 1871) – Katalónia
- A. arethusa heptapotamica (Stauder, 1924) - Tien-san
- A. arethusa pontica (Heyne, 1895) – Kaukázus

## Elterjedése
Észak-Afrikától (Marokkó) az Ibériai-félszigeten, Franciaországon, Közép-Európán és a Balkánon keresztül, Kis-Ázsián át egészen Délnyugat-Szibériáig, Közép-Ázsiáig, az Altájig és a Tien-san hegységig előfordul. Magyarországon szinte mindenütt lehet találkozni vele. 

## Életmódja
Magasabban fekvő száraz rétek, sztyeppék, ligetes molyhos tölgyesek lepkefaja. 2500 m magasságig fordul elő. Az imágók július végétől szeptember közepéig repülnek. A hernyók fűfélék (Bromus és Festuca fajok) leveleivel táplálkoznak, majd még vedlés előtt hibernálódva vészelik át a telet. Június közepén-július elején bebábozódnak és néhány hét múlva kelnek ki a pillangók.
Magyarországon védett, természetvédelmi értéke 5 000 Ft.